# 小行星651
小行星651（651 Antikleia）是一颗围绕太阳公转的小行星。1907年10月4日，奧古斯特·科普夫在海德堡描述了此天体。
該小行星以古希腊西部伊塔卡岛之王奥德修斯的母亲安提卡利亞命名。
这颗小行星的绝对星等为10.01等。

## 相关條目
- 小行星列表/10001-11000

## 外部連結
- Asteroid Lightcurve Database (LCDB) （页面存档备份，存于）, query form (info （页面存档备份，存于）)
- Dictionary of Minor Planet Names, Google books
- Discovery Circumstances: Numbered Minor Planets (10001)-(15000) （页面存档备份，存于） – Minor Planet Center
- 小行星651 at AstDyS-2, Asteroids—Dynamic Site
  - Ephemeris · Observation prediction · Orbital info · Proper elements · Observational info
- NASA JPL小天體瀏覽器上的小行星651

| 前一小行星： 小行星650 | 小行星列表 | 後一小行星： 小行星652 |